# بونفیم (میناس گرایس)
بونفیم (به پرتغالی: Bonfim) یک منطقهٔ مسکونی در برزیل است که در میناز ژرایس واقع شده‌است. بونفیم ۳۰۱٫۲۱۰ کیلومتر مربع مساحت و ۶٬۸۶۰ نفر جمعیت دارد و ۹۳۰ متر بالاتر از سطح دریا واقع شده‌است.